# 田中万川
田中 万川（たなか ばんせん、1912年 - 1988年）は、日本の武道（合気道）家、合気道九段。大阪府出身で本名は田中伊三郎。
合気道開祖である植芝盛平の戦前の弟子の一人で、「万川」の名を植芝盛平より戴く。

## 略歴
- 1932年（昭和7年）：近衛騎兵連隊に入隊する。
- 1936年（昭和11年）：合気道開祖の植盛平と出会い神技に驚嘆して即座に入門する。翌月に合気道場を大阪府吹田市内に設立して教えを乞う。
- 1951年（昭和26年）：植芝盛平と再会して岩間合気修練道場で修行する。高浜神社前に新道場が完成する。
- 1952年（昭和27年）：財団法人合気会大阪支部道場となる。植芝盛平は約1年間大阪支部に滞在して道の奥呈を田中万川に伝授した。
- 1971年（昭和46年）：財団法人大阪合気会の認可を受ける。